# Electronic Sports World Cup 2005
Electronic Sports World Cup 2005 odbył się w Paryżu we Francji w dniach 6 - 10 lipca 2005. Turniej został rozegrany w Carrousel Du Louvre w Luwrze. Łączna pula nagród wynosiła 300 000 dolarów.

## Gry
- Counter-Strike
- Pro Evolution Soccer 4
- Warcraft III: The Frozen Throne
- Gran Turismo 4
- Quake III Arena
- Unreal Tournament 2004

## Reprezentacja Polski
Counter Strike 
- Magdalena Żołnowska
- Aneta Karczewska
- Barbara Aksamit
- Karolina Wypych
- Marta Grabowska

## Medaliści
| Konkurencja           |                                       |                                    |                                      |
| Dyscypliny oficjalne: |                                       |                                    |                                      |
| Counter-Strike        | compLexity                            | SK Gaming                          | mousesports                          |
| Warcraft III          | Manuel Schenkhuizen Pseudonim: Grubby | Andriej Sobolew Pseudonim: Deadman | Seo Woo Kang Pseudonim: Reign        |
| Pro Evolution Soccer  | Badr Hakeem Pseudonim: ArabianJoker   | Mike Moreton                       | Raúl Alegre Pseudonim: Legre         |
| Masters Cup:          |                                       |                                    |                                      |
| Counter-Strike        | Girls Got Game                        | Ladies.AMD                         | x6tence.AMD                          |
| Quake III             | Anton Singow Pseudonim: Cooller       | Paul Nelson Pseudonim: CZM         | Magnus Olsson Pseudonim: Fojji       |
| Unreal Tournament     | Michael Bignet Pseudonim: Winz        | Markus Holzer Pseudonim: Falcon    | Laurens Pluijmakers Pseudonim: Lauke |
| Gran Turismo 4        | Pierre Lenoire Pseudonim: Snake       | Thibault Lacombe Pseudonim: Carter | Arno Lacombe Pseudonim: Lucky        |

## Klasyfikacja medalowa
| Lp. | Państwo           | złoto | srebro | brąz | razem | +/- ESWC 04 |
| --- | ----------------- | ----- | ------ | ---- | ----- | ----------- |
| 1.  | Francja           | 2     | 1      | 1    | 4     | +4          |
| 2.  | Stany Zjednoczone | 2     | 1      | 0    | 3     | +5          |
| 3.  | Rosja             | 1     | 1      | 0    | 2     | +7          |
| 4.  | Holandia          | 1     | 0      | 1    | 2     | 0           |
| 5.  | Arabia Saudyjska  | 1     | 0      | 0    | 1     | n/d         |
| 6.  | Austria           | 0     | 1      | 0    | 1     | n/d         |
| 6.  | Brazylia          | 0     | 1      | 0    | 1     | +1          |
| 6.  | Dania             | 0     | 1      | 0    | 1     | -5          |
| 6.  | Martynika         | 0     | 1      | 0    | 1     | n/d         |
| 10. | Hiszpania         | 0     | 0      | 2    | 2     | n/d         |
| 10. | Niemcy            | 0     | 0      | 1    | 1     | -8          |
| 10. | Korea Południowa  | 0     | 0      | 1    | 1     | -5          |
| 10. | Szwecja           | 0     | 0      | 1    | 1     | -8          |